# Cingulum

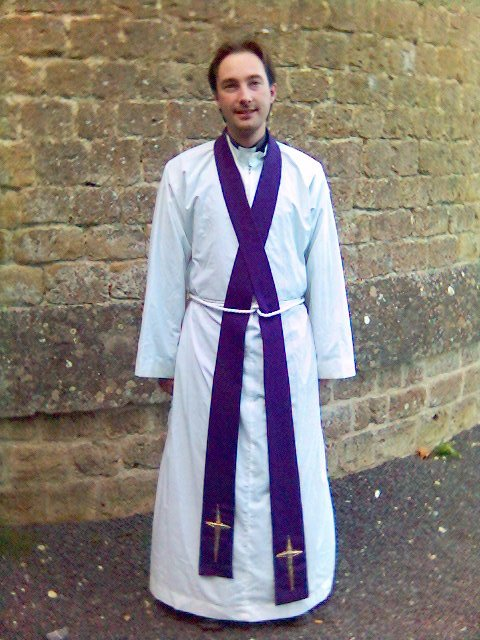
Klerik se štólou a v albě, převázané cingulem

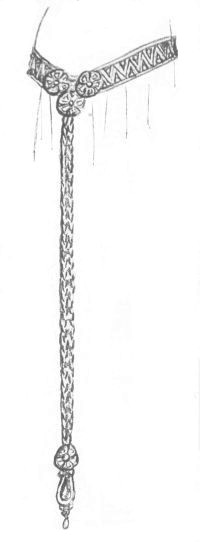
středověké cingulum

Cingulum (z latinského cingere – převázat; doslova „opasek“) je opasek, šňůra či pás k převázání oděvu v pase.

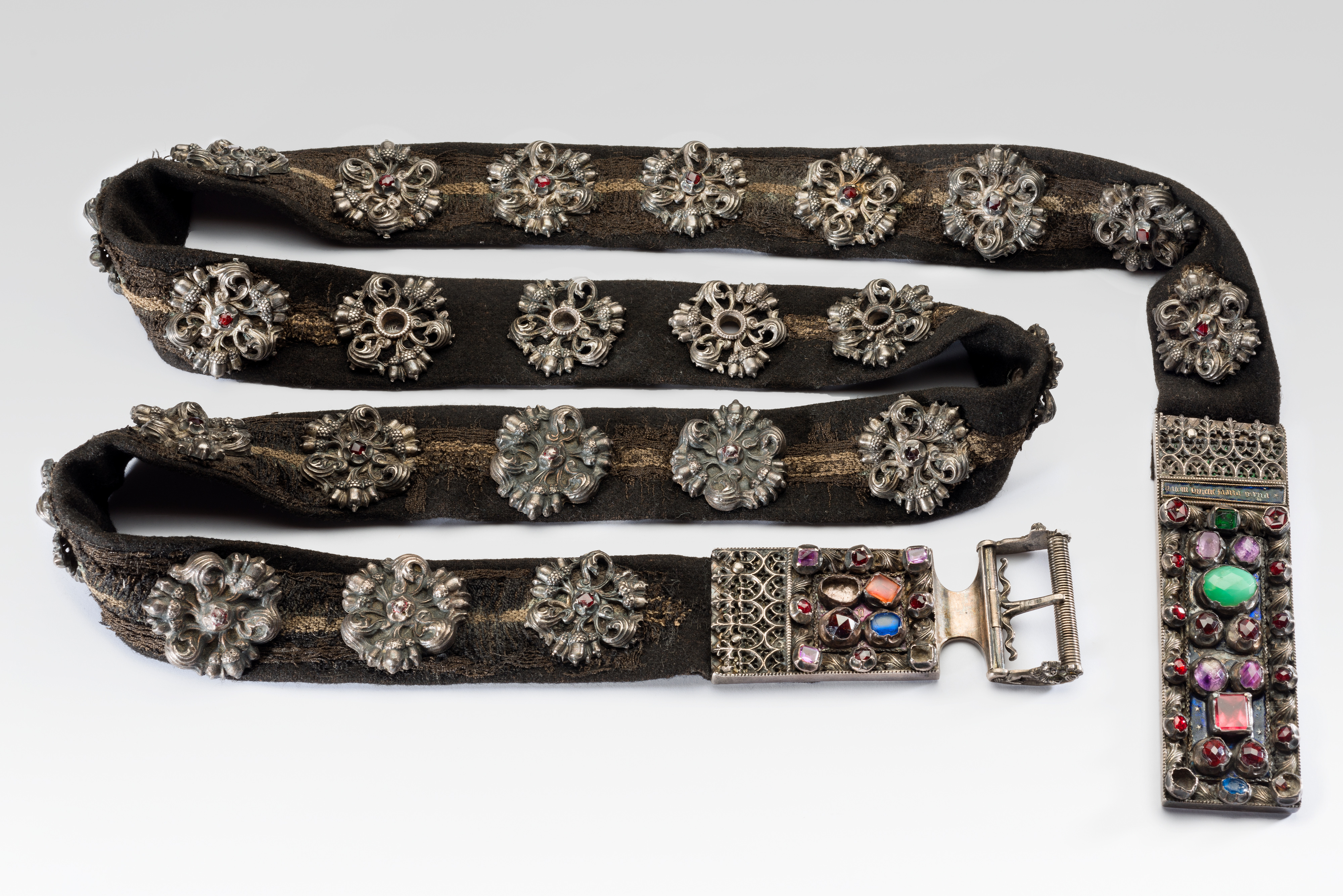
Tzv. Eliščin pás, součást tzv. purkmistrovského pokladu, ze sbírek Muzea východních Čech v Hradci Králové

## Dělení
Rozlišují se různé typy a formy cingula:
světské
- Masivní, plochý kožený opasek starověkých římských vojáků, cingulum militare, kterým si v pase převazovali tuniku a na němž nosili meč, byl oficiálním odznakem římského vojáka. Hrál tedy roli součásti uniformy.
- Jakýkoliv opasek či pás z různých kovů a (nebo) kůže, nošený osobami obou pohlaví ve středověku a v době renesance. Řemeslníci pro jejich výrobu se nazývali pasíři (latinsky cingulatores)[1] a měli dělbu práce s měšečníky a tobolečníky. Pás mohl být složený z kovových článků, nebo ze řemene s kovanou přezkou, nákončím a kroužky či háčky pro zavěšení klíčů, měšce nebo tobolky. Luxusní stříbrná cingula zhotovovali zlatníci a stříbrníci.[2] V tom případě šlo o módní doplněk oděvu.

církevní
- V katolické, luteránské a anglikánské církvi je cingulum obvykle bílá šňůra, kterou si řeholníci v pase převazují dlouhý hábit. Před bohoslužbami si jím kněží i jáhni (a též i ministranti) převazují v pase albu, která se nad cingulem případně povytáhne, aby si ji při chůzi nepřišlápli.
- Cingulum v podobě provazu spleteného z hrubého konopí s několika uzly nosí řeholníci mnišských řádů, například františkáni, kapucíni nebo klarisky.
- Cingulum může být také širší pás látky, který se ovine kolem pasu a oba jeho konce jsou zakončené ozdobnými šňůrkami nebo střapci a visí volně dolů na levém boku. Nosí se na klerice. Kněží nosí cingulum černé barvy, biskupové a kněží s titulem monsignore nosí cingulum fialové barvy. Kardinálové červené barvy a papež bílé barvy.
- Svatý opasek (latinsky Cingulum sacrum) je středověká křesťanská relikvie, uctívaná v katedrále v Pratu jako opasek Panny Marie, podle legendy darovaný svatému Tomáši.

jiné
- Slovo cingulum se užívá také v lékařské anatomii, kde označuje ramenní nebo pánevní pletenec.